# 베이징 요리

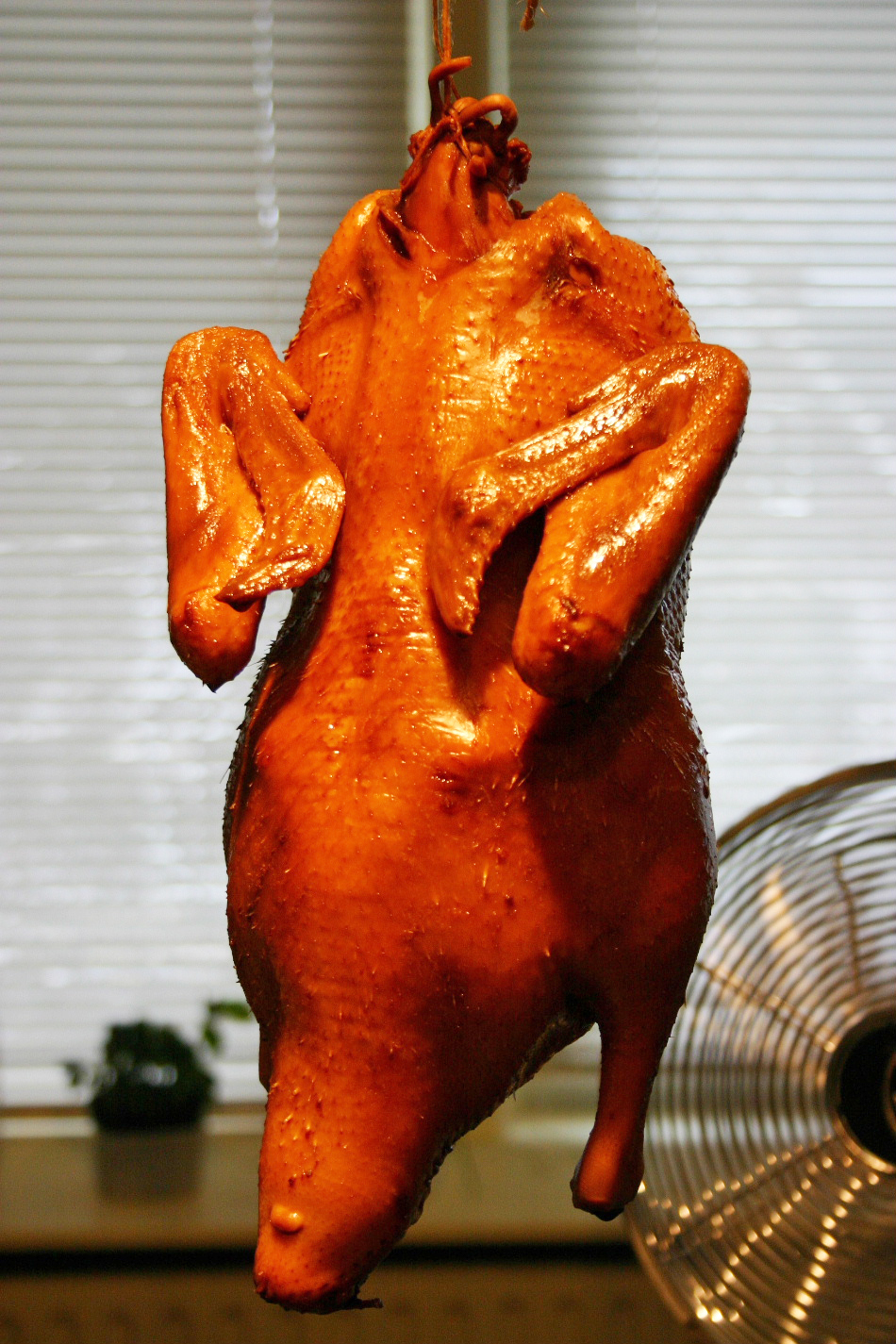

베이징 요리(Beijing料理, 중국어: 北京菜, 병음: Běijīng cài 베이징차이[*]) 또는 경요리(京料理, 중국어: 京菜, 병음: jīngcài 징차이[*])는 중국 요리 중 베이징을 중심으로 남쪽의 산둥성, 서쪽의 타이완까지의 요리를 말한다. 맛이 중후하며, 강한 화력으로 짧은 시간에 조리하는 튀김과 볶음요리와 같이 열량이 높은 것이 특징이다. 이곳은 역사적으로 문화의 중심지였기 때문에 궁중요리와 귀족의 요리가 발달했다. 추위가 심하여 고칼로리의 음식이 발달되어 재료는 생선보다 육류가 많이 쓰인다. 화북평원에서 나는 소맥을 재료로 한 밀가루 음식은 반죽기술이 발달되어 있어 국수·만두·빵이 다양하고 유명하다. 한국인의 입맛에 맞는 베이징의 만두는 바오쯔（包子), 자오쯔（餃子）, 자창차이（家常菜）다. 베이징의 주된 요리로는 베이징 카오야（北京烤鴨), 양고기통구이, 만터우（饅頭), 자장몐（炸醬麵）이 있다.